# Freddy sort de la nuit
Série Freddy
La Fin de Freddy : L'Ultime Cauchemar
(1991) Freddy contre Jason
(2003)
Pour plus de détails, voir Fiche technique et Distribution.
Freddy sort de la nuit ou Le cauchemar insolite de Wes Craven au Québec (Wes Craven's New Nightmare) est un film d'horreur américain réalisé par Wes Craven et sorti en 1994. C'est le 7e opus de la série de films slasher Freddy.
Le film marque les retrouvailles entre Wes Craven et sa création — il avait participé à l'élaboration du troisième film de la série (Les Griffes du cauchemar) — en tant que réalisateur et scénariste. Se déroulant en Californie, Freddy sort de la nuit se différencie du reste de la série qui se passe à Elm Street, dans la ville fictive de Springwood dans l'Ohio. Par ailleurs, le film n'est pas canonique au regard du reste de la saga et met en scène certains acteurs des films Freddy dans leur propre rôle. Le film contient donc des éléments de métafiction et de nombreux parallèles entre les acteurs et leurs personnages fictifs.
Le film sort aux États-Unis le 14 octobre 1994, soit quasiment dix ans jour pour jour après la sortie du premier opus sorti dans le pays le 16 novembre 1984. S'il reçoit de bonnes critiques de la part de la presse, ce septième film est le moins lucratif de la franchise Freddy au box-office.

## Synopsis
Une paire de mains crée un gant entièrement de métal et à lames dans une chaufferie. Comme l'auteur des griffes semble couper sa propre main en vue de fixer les griffes à son poignet, il se révèle être dans un décor de cinéma, que les gens regardent en grimaçant. Le réalisateur, Wes Craven, encourage les spécialistes des effets pour qu'il y ait encore plus de sang. Heather Langenkamp, ex-interprète de Nancy Thompson, son mari, Chase, et leur fils, Dylan, s'affairent autour du nouveau film concernant le retour de Freddy. Brusquement, la griffe, qui n'était qu'un accessoire il y a une minute, prend vie et commence à mutiler et à tuer l'équipe des effets spéciaux. Comme les griffes attaquent Chase, Heather hurle avant de se réveiller dans son lit avec lui, pendant un tremblement de terre à Los Angeles. Après que ce tremblement de terre s'apaise, Heather remarque que Chase s'est coupé par endroits, là où il se faisait blesser dans le rêve. Heather lui révèle qu'elle a reçu des appels téléphoniques harcelants de "quelqu'un qui sonne beaucoup comme Freddy". Heather est invitée sur un plateau de télévision le jour même, où ils discutent du dixième anniversaire de la saga. En outre, Robert Englund, sous son aspect de Freddy, traverse un écran pour surprendre Heather, ce qui la perturbe légèrement. Le producteur Bob Shaye demande à Heather de lui rendre visite à son bureau à New Line Cinema, et lui explique que Wes Craven travaille sur un script pour un nouveau et dernier film. Heather est invitée à reprendre son rôle de personnage principal Nancy, mais parle de ses propres cauchemars récents et des appels téléphoniques dérangeants. Bob explique que son mari, Chase, travaille également sur le film et qu'il est à l'origine de la création d'un nouveau gant de Freddy bien plus effrayant. Quand elle rentre à la maison, son fils l'avertit d'une voix qui n'est pas la sienne, "Ne t'endors jamais !" Inquiète, Heather demande à Chase de rentrer à la maison, mais Chase s'endort au volant sur la route et meurt dans un soi-disant accident de voiture. Quand Heather va identifier le corps, il lui semble qu'il ne s'agissait pas d'un simple crash, au vu des lacérations qui font comme des griffures sur sa poitrine.
Elle demande de l'aide à Craven pour donner un sens à ce qui se passe. Craven explique qu'il n'en sait pas beaucoup plus que ce qu'elle fait. Lui-même rêve d'une scène chaque nuit, à ce moment-là il se réveille et l'écrit. Craven lui dit que dans le script qu'il a écrit, le mal pur peut être vaincu si son essence est capturée dans une œuvre d'art qui est en mesure de permettre au mal de s'exprimer, un peu comme dans Le Portrait de Dorian Gray. Craven explique que le mal a de manière générale pris la forme de Freddy Krueger, car il est désormais bien connu. Freddy voit le "personnage Freddy" à distance, depuis Heather. Nancy a vaincu Freddy dans le premier film et est à son tour éliminée par Freddy dans le troisième, donc ne pouvait toujours pas être "libérée" comme les autres âmes. Pour Freddy, c'est Heather qui a donné sa force au personnage de Nancy. Il va donc pouvoir se rabattre sur elle et l'attaquer à ses points les plus faibles, en essayant de la briser avant de la confronter à lui. Tout ceci la laisse partir l'air tout aussi confus que quand elle est arrivée. Après un court somme dans la chambre de Dylan, Heather se réveille pour découvrir que Dylan est parti, elle descend et le trouve dans une autre pièce. Heather emmène Dylan à l'hôpital, où un médecin lui demande si Dylan a dit quoi que ce soit au cours de sa transe, Heather répond que non mais le médecin obtient de Dylan des révélations typiques de l'univers de Freddy telles que le chant et son thème de prédilection : les enfants. Plus tard, Julie, marraine et baby-sitter de Dylan, se présente à l'hôpital et dit à Heather qu'elle a fait un cauchemar à propos de lui. Bientôt, deux infirmières veulent endormir Dylan, mais Julie demande par l'intermédiaire d'Heather de ne pas laisser s'endormir Dylan avant qu'Heather ne rentre à la maison pour obtenir son Rex en peluche. Julie frappe l'infirmière et menace une autre avec une aiguille, puis verrouille la porte. Pendant ce temps, Heather qui a essayé de partir est arrêtée par la sécurité et interrogée par le médecin qui la soupçonne d'être folle, et tente de se mettre d'accord avec elle pour favoriser les soins. Ensuite, Dylan tombe de sommeil, Freddy apparaît dans la chambre d'hôpital verrouillée et tue brutalement Julie (de la même façon que Tina Gray dans le premier film). Les infirmières déverrouillent les portes, et découvrent l'assassinat.
Heather accourt, et le médecin réalise qu'elle avait vu juste et la laisse partir. Heather réconforte Dylan en lui disant que leur maison est juste en face de l'autoroute et de l'hôpital. Elle découvre le gant de Freddy près de lui. En forçant Heather à accepter le rôle qu'il veut qu'elle joue, Freddy parvient à entrer dans le monde réel. Il surgit du lit de Dylan et l'emporte avec lui. Heather ne retrouve plus dans la chambre de Dylan que le dinosaure que Dylan croyait protecteur totalement éviscéré par Freddy. Elle prend des somnifères pour se joindre à un rêve, retrouver Freddy et sauver Dylan. Elle apparaît dans un climat chaud, humide et détrempé, apparemment le nouveau terrain de Freddy. Dylan trouve Heather avant qu'ils ne soient attaqués par Freddy. Heather est assommée et Dylan laissé sans défense.
Freddy attire avec succès Dylan dans un piège et tente de l'attaquer, mais Heather parvient au dernier moment à repousser Freddy, qui déroule sa langue et l'enroule autour de son visage. Dylan sort du piège pour sauver Heather en prenant un couteau de cuisine qu'elle avait apporté avec elle, poignarde la langue de Freddy et manquant lui-même d'être dévoré. Les deux réussissent à enfermer Freddy dans un four allumé dans lequel il prend feu (comme à la fin d'Hansel et Gretel). Son vrai visage apparaît au milieu d'un souffle brûlant, tandis que Dylan et Heather s'enfuient vers la réalité. Ils trouvent le script du film sur lequel Craven a travaillé, qui les attendait. Dylan demande à sa mère de le lire, ce qu'elle fait : "Nous ouvrons sur un vieux banc en bois. Il y a le feu et les outils, et l'homme crasseux d'un immeuble qui se révèle bientôt comme un ensemble brillant de griffes, qui se déplacent maintenant comme si elles se réveillaient d'un long et indésirable sommeil"... Freddy est né du fait qu'on pense à lui et n'a plus qu'à attaquer Springwood, la ville où est né son personnage.

## Fiche technique
Sauf indication contraire, les informations mentionnées dans cette section peuvent être confirmées par la base de données cinématographiques IMDb,  présente dans la section « Liens externes ».
- Titre original : Wes Craven's New Nightmare
- Titre français : Freddy sort de la nuit
- Titre québécois : Le cauchemar insolite de Wes Craven
- Titre de travail : A Nightmare on Elm Street 7: The Ascension
- Réalisation et scénario : Wes Craven
- Directeur de la photographie : Mark Irwin
- Musique : J. Peter Robinson
- Montage : Patrick Lussier
- Production : Marianne Maddalena (en)

Coproducteur : Jay Roewe
Producteur associé : Jeffrey Fenner
Producteurs délégués : Wes Craven et Robert Shaye
- Société de production : New Line Cinema
- Distribution : New Line Cinema (États-Unis), UGC Distribution (France)
- Budget : 8 000 000 $[1]
- Pays d'origine :  États-Unis
- Langue originale : anglais
- Format : couleur
- Genre : horreur (slasher), fantastique, métafiction
- Durée : 112 minutes
- Dates de sortie : 
  - États-Unis : 14 octobre 1994
  - France : 3 mai 1995
- Interdit aux moins de 12 ans lors de sa sortie en France ; classé R aux États-Unis

## Distribution
- Heather Langenkamp (VF : Catherine Le Hénan ; VQ : Geneviève De Rocray) : elle-même / Nancy Thompson
- Robert Englund (VF : Joël Zaffarano ; VQ : Jean-Marie Moncelet) : Freddy Krueger / lui-même
- Miko Hughes (VF : Hervé Grull ; VQ : Martin Pensa) : Dylan Porter
- Wes Craven (VF : Alain Choquet ; VQ : Hubert Fielden) : lui-même
- John Saxon (VF : Sylvain Lemarié ; VQ : Éric Gaudry) : lui-même / l'inspecteur Donald Thompson
- Robert Shaye (VF : Michel Tugot-Doris ; VQ : André Montmorency) : lui-même
- Sara Risher (VF : Danièle Hazan) : elle-même
- David Newsom (en) (VF : Arnaud Arbessier ; VQ : Gilbert Lachance) : Chase Porter
- Tracy Middendorf (VF : Coralie Zahonero ; VQ : Aline Pinsonneault) : Julie
- Matt Winston : Charles « Chuck » Wilson
- Fran Bennett (en) (VF : Maik Darah ; VQ : Élizabeth Chouvalidzé) : le docteur Christine Heffner
- Cully Fredricksen (en) (VF : Guillaume Orsat) : le conducteur de la limousine
- Bodhi Elfman (VF : Philippe Valmont) : un assistant au studio
- Kathryn Greenwood : une infirmière
- Lin Shaye : l'infirmière aux pilules
- W. Earl Brown : un employé de la morgue
- Jsu Garcia : lui-même (caméo)
- Tuesday Knight : elle-même (caméo)
- Amanda Wyss : Tina Grey (images d'archives)

## Production

### Genèse et développement
Wes Craven a revu tous les films de la saga avant d'écrire celui-ci et a avoué qu'il trouvait les suites « très faibles » par rapport à son film de 1984. L'idée de Freddy attaquant dans le monde réel les acteurs tournant un film Freddy avait déjà été envisagée par Wes Craven pour le 3e film de la franchise, Les Griffes du cauchemar (1987). Le studio New Line Cinema avait alors rejeté l'idée,.
Avec ce film, Wes Craven a par ailleurs voulu rendre Freddy Krueger plus proche de ce qu'il avait initialement envisagé pour le premier film sorti en 1984. Le personnage est ainsi plus sombre et moins drôle.

### Attribution des rôles
Wes Craven voulait solliciter Johnny Depp, qui apparait dans le premier film et faisait un caméo dans La Fin de Freddy : L'Ultime Cauchemar, pour une petite apparition dans la scène des funérailles. Le réalisateur-scénariste n'a cependant pas osé lui demander. Peu après la sortie du film, les deux hommes se sont rencontrés et l'acteur a avoué qu'il aurait adoré. Amanda Wyss, qui incarnait Tina Gray dans le premier film, a quant à elle été contactée mais a refusé en raison d'un salaire jugé trop faible.
Winona Ryder et Drew Barrymore ont auditionné pour le rôle de Julie, la babysitteur.

### Tournage
Le tournage a lieu à Los Angeles entre octobre 1993 et janvier 1994.
Deux semaines après la fin des prises de vues, Los Angeles et ses environs sont marqués par un important séisme. Pour coller à l'intrigue du film, une équipe est envoyée pour filmer de véritables maisons et bâtiments touchés par la catastrophe,.

### Musique
Bandes originales de Freddy
La Fin de Freddy : L'Ultime Cauchemar
(1991) Freddy contre Jason
(2003)
La musique du film est composée par J. Peter Robinson. Il reprend par ailleurs de nombreux éléments de la musique du premier film composée par Charles Bernstein.
Liste des titres
1. Playground - 1:07
2. A New Nightmare Begins - 0:52
3. And Now... Heeeere's Freddy!! - 1:15
4. Heather And Chase Theme 	1:10
5. Scratches - 0:38
6. Phone Calls 	0:16
7. The Glove Goes Berserk 	1:02
8. Heather's Departure 	1:46
9. Dylan Tells Heather About Rex 	1:34
10. Heather's Concern 	1:55
11. Bedtime Story (Dylan's Theme) - 2:20
12. Chase's Blues - 1:49
13. The Claw And Chase's Death 	0:38
14. The Police Tell Heather About Chase 	1:53
15. The Funeral 	2:58
16. The Park 	3:38
17. Nosebleed - 2:09
18. Robert's Painting 	1:19
19. The Claw In Heather's Bed 	1:36
20. Attack 	2:02
21. Heather Reassures Dylan 	1:16
22. Wes Craven's Nightmare 	2:26
23. Never Sleep Again! - 1:00
24. Miss Me??!! 	0:49
25. Oxgentyton 	1:45
26. Everything's Not All Right! 	1:24
27. The Freeway 	3:24
28. Transformation - 3:12
29. Bread Crumbs 	3:28
30. Freddy's Netherworld 	1:18
31. Script / Freddy's Attacks 	2:00
32. Tongue / Escape 	1:38
33. Safe At Last??? - 2:03

## Accueil

### Critique
Le film reçoit des critiques globalement positives. Sur l'agrégateur américain Rotten Tomatoes, il récolte 80% d'opinions favorables pour 40 critiques et une note moyenne de 6,50⁄10. Le consensus du site est : « Le film ajoute une méta-couche étonnamment satisfaisante - pour ne pas dire intelligente - à une franchise d'horreur qui avait depuis longtemps perdu son chemin ». Sur Metacritic, il obtient une note moyenne de 64⁄100 pour 21 critiques.
Le célèbre critique Roger Ebert du Chicago Sun-Times donne au film la note de 3 sur 4 et écrit notamment « Je n'ai jamais été vraiment fan de la saga Freddy, mais j'ai trouvé ce film, avec ses questions troublantes sur l'effet de l'horreur sur ceux qui le créent, étrangement intrigant »,.

### Box-office
Freddy sort de la nuit est le moins lucratif au box-office mondial de toute la franchise Freddy. En France, il est cependant l'avant-dernier plus mauvais film de la saga et fait plus d'entrée que L'Enfant du cauchemar (1989).
| Pays ou région    | Box-office      | Date d'arrêt du box-office | Nombre de semaines |
| ----------------- | --------------- | -------------------------- | ------------------ |
| États-Unis Canada | 18 090 181 $    | 10 novembre 1994           | 4                  |
| France            | 297 298 entrées | -                          | -                  |
| Total mondial     | 19 721 741 $    | -                          | -                  |

## Distinctions
Source : Internet Movie Database

### Récompenses
- Fangoria Chainsaw Awards 1994 : meilleure actrice pour Heather Langenkamp et meilleur scénario
- Fantasporto 1995 : meilleur scénario

### Nominations
- Saturn Awards 1995 : meilleur film d'horreur, Saturn Award du meilleur jeune acteur ou actrice pour Miko Hughes et meilleure musique
- Fangoria Chainsaw Awards 1994 : meilleur film et meilleur acteur dans un second rôle pour Miko Hughes
- Fantasporto 1995 : meilleur film
- Film Independent's Spirit Awards 1995 : meilleur film

## Commentaires
À l'instar de La Nuit américaine (1973) de François Truffaut, Freddy sort de la nuit contient film dans un film et évoque un tournage qui dérape. Wes Craven reprendra d'ailleurs cela dans Scream 3 (2000). Ce film contient donc un mélange de réalité et fiction. Heather Langenkamp incarne donc son propre rôle de l'actrice ayant joué Nancy Thompson dans les premier et troisième films de la saga. On peut ainsi voir le véritable président du studio New Line Cinema produisant les films Freddy, Robert Shaye. La séparation entre réalité et fiction est constamment brouillée. Wes Craven s'inspire notamment d'un véritable stalker qui a importuné Heather Langenkamp à une époque, après lui avoir demandé son accord. De plus, comme dans le film, l'actrice est réellement mariée à un technicien des effets spéciaux. Il se nomme cependant David LeRoy Anderson, et non Chase comme dans le film ; David LeRoy Anderson a d'ailleurs refusé de jouer son propre rôle dans le film. De plus, le véritable père de Miko Hughes est lui aussi technicien d'effets spéciaux. Pour l'arrivée de Freddy à la télévision, Wes Craven s'inspire également d'une véritable émission à laquelle il était invité avec Robert Englund. Lorsque ce dernier est arrivé, les enfants dans le public hurlaient le nom de Freddy, alors que l'émission évoquait les effets des films violents sur les enfants. Dans le générique de fin, Freddy Krueger est par ailleurs crédité comme « himself » (« lui-même »).
Le film est dédié à la mémoire de Gregg Fonseca, directeur artistique du premier film et décédé peu avant la sortie du film.

## Clins d'œil
L'infirmière qui s'occupe de Dylan lorsqu'il est à l'hôpital est jouée par la même actrice que la prof de Nancy dans le 1er film de la série, Lin Shaye (sœur du producteur Robert Shaye). La fille du réalisateur, Jessica Craven, incarne elle aussi une infirmière dans ce film.
Lors de la scène des funérailles, on peut voir certains acteurs des films précédents, comme Jsu Garcia et Tuesday Knight.
Heather Langenkamp conduit ici un break Volvo. Dans le premier film, la mère de son personnage conduisait également un break de la marque suédoise.
Dans la maison de Wes Craven, on peut voir diverses affiches et photographies, dont une du tournage du premier film avec notamment Johnny Depp.